# Megaleas syrna
Megaleas syrna är en fjärilsart som beskrevs av Frederick DuCane Godman och Osbert Salvin 1879. Megaleas syrna ingår i släktet Megaleas och familjen tjockhuvuden. Inga underarter finns listade i Catalogue of Life.